# Majid Jafari Tabar
Majid Jafari Tabār (persisch مجید جعفری تبار Madschid Dschafari Tabar, DMG Majid Jafari Tabār; * 1961 in Ghom, Iran) ist ein schiitischer Geistlicher mit dem religiösen Titel Ajatollah, Koranrezitator und Koranexeget.
Er studierte an der Islamisch-Theologischen Hochschule von Ghom (Hawza) und wurde ein sehr weiser Exeget. Jafari Tabar gründete ein Zentrum für Islamische Theologie und Koranlehre in der iranischen Stadt Ghom. Er ist insbesondere unter jungen Leuten so einflussreich, dass Hassan Rohani, der Präsident des Iran, ihn während seiner Wahlkampfreise in Ghom 2013 traf.

## Anklage und Verurteilung
Majid Jafari Tabar ist seit Juli 2014 unter Anklage wegen Apostasie in Haft. Er wurde in einer geheimen Verhandlung vom Sondergericht für die Geistlichkeit zum Tode verurteilt. Seine Ehefrau Fatemeh Managheb und einige seiner Vertrauten und Schüler wurden ebenfalls zum Tode bzw. zu mehrjähriger Haft verurteilt.